# Oreodera seabrai
Oreodera seabrai là một loài bọ cánh cứng trong họ Cerambycidae.